# Tour bioclimatique
 (2014).
 (août 2021).
La Tour bioclimatique est un projet de gratte-ciel de 194 mètres à Issy-les-Moulineaux. Sa réalisation est pour l'heure compromise.

## Description
La mairie d'Issy-les-Moulineaux a fait part de sa volonté de restructurer la zone d'activité comprise entre la rue Guynemer et la rue du Colonel Pierre Avia, à proximité du boulevard périphérique. 
L'emplacement prévu est actuellement occupé par d'anciens immeubles que les occupants, La Mondiale et Unibail-Rodamco, jugent obsolètes. L'idée d'un immeuble de grande hauteur est évoquée par le conseil municipal le 4 octobre 2012 et acceptée. Par la suite le cabinet d'architecture UNStudio propose un projet.

## Desserte
La tour serait desservie par la ligne 2 du tramway et serait également accessible par la station Balard de la ligne 8 du métro.